# Apostolische Präfektur Shaowu
Die Apostolische Präfektur Shaowu (lat.: Apostolica Praefectura Shaovuensis) ist eine in der Volksrepublik China gelegene römisch-katholische Apostolische Präfektur mit Sitz in Shaowu.

## Geschichte
Die Apostolische Präfektur Shaowu wurde am 18. Juli 1929 durch Papst Pius XI. mit der Apostolischen Konstitution Concreditum Nobis aus Gebietsabtretungen des Apostolischen Vikariates Foochow als Mission sui juris Shaowu errichtet. Die Mission sui juris Shaowu wurde am 21. Mai 1938 durch Pius XI. zur Apostolischen Präfektur erhoben.

## Ordinarien

### Superiore von Shaowu
- Heribert Aloysius Theodor Winkler SDS, 1930–1938

### Apostolische Präfekten von Shaowu
- Inigo Maximilian König SDS, 1938–1964
- Sedisvakanz, 1964–2023
- Bischof Peter Wu Yishun, seit 2023